# Wadomari
Wadomari (和泊町 Wadomari-chō?) es un pueblo en la prefectura de Kagoshima, Japón, localizado en las islas Amami,  al sur de la isla de Kyūshū. Tenía una población estimada de 6233 habitantes el 1 de marzo de 2021 y una densidad de población de 154 personas por km².

## Geografía
Wadomari ocupa el extremo norte de la isla de Okinoerabujima, parte de las islas Amami, del archipiélago de las Ryūkyū, unos 536 kilómetros al sur del extremo sur de Kyūshū y 60 kilómetros al norte de Okinawa.

## Historia
Fue establecida como villa 1 de abril de 1908 y el 1 de mayo de 1941 fue ascendido a categoría de pueblo. Al igual que con todo Okinoerabujima, la aldea pasó a estar bajo la administración de los Estados Unidos desde 1 de julio de 1946 hasta el 25 de diciembre de 1953.

## Demografía
Según los datos del censo japonés, la población de Wadomari ha disminuido constantemente en los últimos 60 años.
| Gráfica de evolución demográfica de Wadomari entre 1940 y 2015 |
|                                                                |
| Oficina de Estadística de Japón                                |